# Sojourn
"Sojourn" é o oitavo episódio da oitava temporada de série de televisão antológica American Horror Story. Escrito por Josh Green e dirigido por Bradley Buecker, sua transmissão original ocorreu em 31 de outubro de 2018 na FX.

## Enredo
Michael chega ao local onde ocorreu a execução de Ariel, Baldwin e Mead e usa suas habilidades para identificar os corpos. Michael é então confrontado por Cordelia, que lhe diz que ela escondeu a alma de Mead para que Michael não possa recuperá-la do inferno, mas também insiste que ainda há bondade nele. Michael a dispensa, ameaçando matar todas as bruxas. Nos bosques dos arredores, um Michael perdido embarca em uma jornada para contatar seu "pai". Quatro dias depois, ele é confrontado por sua consciência, devido à desidratação, e vê imagens de figuras celestiais (crianças com alimentos e bebidas, um anjo, Anton LaVey e Mead). Uma cabra preta aparece; Michael a mata e cobras saem da garganta do animal.
Michael retorna para a cidade. Aventurando-se por um beco, ele encontra um emblema satânico. Ele se depara com um segurança que observa o estado fatigado e enfraquecido de Michael e o deixa entrar nas câmaras subterrâneas. Lá, uma Alta Sacerdotisa de uma congregação satânica, Hannah, repreende seus companheiros de adoração, acreditando que o pecado suficiente encorajará a chegada do Anticristo. Michael conhece uma mulher chamada Madeline, que o leva para casa com ela para ele se recuperar. Na casa de Madeline, Michael ouve a visão distorcida de Madeline sobre o satanismo, que lhe diz que ela tem tudo o que quer porque vendeu sua alma a Satanás. Michael zomba dela por seu pontos de vista e ela tenta matá-lo. Michael lhe mostra a Marca da Besta em sua nuca, provando ser o Anticristo. De volta à congregação, Hannah apresenta duas pessoas para o sacrifício e permite que um novo membro, Phil, faça as honras. Madeline interrompe e apresenta Michael para o hecatombe, que confirma sua identidade e a congregação o louva. Ele então mata as duas pessoas oferecidas para o sacrifício sem misericórdia.
A congregação oferece um jantar para Michael, que fica visivelmente descontente com o espanto das pessoas. Madeline oferece seus serviços para ele, mas Michael diz a ela que ele só deseja a ressurreição de Mead. Madeline leva Michael para uma empresa de robótica dirigida por dois satanistas, Jeff e Mutt; Wilhemina Venable é revelada como sendo a assistente deles. Michael é ridicularizado por Jeff e Mutt por não ser intimidante, até que ele usa seus poderes para imolar uma prostituta. Jeff e Mutt se prestam a servir Michael, que os comanda a recriar Mead. Eles começam sua construção e apresentam o produto final a Michael, avisando-o das probabilidades do perigo do robô. Eles a acordam e ela imediatamente reconhece Michael, dizendo-lhe como ela sente falta dele.

## Repercussão

### Audiência
"Sojourn" foi assistido por 1.63 milhões de pessoas durante a sua transmissão original e ganhou uma quota de 0,7% entre os adultos com idades entre os 18 e os 49 anos.

### Recepção da crítica
"Sojourn" recebeu comentários mistos. No agregador de avaliações Rotten Tomatoes, o episódio detém uma taxa de aprovação de 53%, com base em 15 avaliações com uma classificação média de 8,0/10. O consenso diz: "'Sojourn' se salva de ser um episódio de ponte completamente confuso graças a um novo foco na tristeza existencial do filho de Satanás e a um monólogo irresistível de Sandra Bernhardt".
Escrevendo para o Den of Geek, Ron Hogan deu ao episódio 3 de 5 estrelas, afirmando: "A viagem de Michael de volta aos braços da Igreja de Satã é uma das coisas mais engraçadas que eu já vi em American Horror Story. Na verdadeira forma satânica, a reunião do rebanho de cabras de Satanás é essencialmente um escárnio de um culto padrão da igreja, com uma placa de oferendas sendo passada e um sermão sendo entregue pela Alta Sacerdotisa (uma realmente engraçada Sandra Bernhard)". Ele adicionou: "Bradley Buecker faz um bom trabalho em obter uma sensação de cansaço dos atores. [...] ninguém parece estar se divertindo muito com o que estão fazendo até que tenham a chance de se mostrar para outra pessoa. Caso contrário, eles estão claramente entediados e tentando se manter ocupados o suficiente para não receberem reclamações".
Kat Rosenfield da Entertainment Weekly deu ao episódio um B+. Ela mencionou que algumas cenas eram muito confusas, especialmente aquela em que Michael experimenta alucinações e aquela em que os satanistas tentam agradá-lo com comida. No entanto, ela apreciou que o episódio deu finalmente algumas explicações sobre os eventos pós-apocalípticos dos três primeiros episódios da temporada. Ela gostou particularmente da aparição de Venable e da "verdadeira história de origem do Robot Mead". No geral, ela comentou que era "um extrovertido e extravagante de AHS: Apocalypse", e que ela era uma grande fã da aparência e performance de Sandra Bernhard.
Ziwe Fumudoh, do Vulture, classificou um episódio com o número quatro. Assim como Rosenfield, ela não entendeu a cena em que Michael experimenta alucinações, chamando-a de "viagem acidíssima". Ela também ficou confusa com a atitude de Michael durante o episódio, mas admitiu que "eu entendo que às vezes a depressão faz as pessoas não agirem como elas mesmas, mesmo quando esse" eu "é a prole de Satanás". No entanto, ela ficou extremamente satisfeita com o retorno de Venable, dizendo que "A melhor parte do American Horror Story é ver Sarah Paulson em 19 diferentes perucas nesta temporada". Ela também gostou do final, já que estava "preparando a cena para o enredo de Apocalypse e completar o ciclo".